# Mill Creek (Virgínia de l'Oest)
Mill Creek és una població dels Estats Units a l'estat de Virgínia de l'Oest. Segons el cens del 2000 tenia 662 habitants.

## Demografia
Segons el cens del 2000, Mill Creek tenia 662 habitants, 282 habitatges, i 190 famílies. La densitat de població era de 568 habitants per km².
Dels 282 habitatges en un 24,5% hi vivien nens de menys de 18 anys, en un 48,9% hi vivien parelles casades, en un 13,8% dones solteres, i en un 32,6% no eren unitats familiars. En el 27,7% dels habitatges hi vivien persones soles el 16% de les quals corresponia a persones de 65 anys o més que vivien soles. El nombre mitjà de persones vivint en cada habitatge era de 2,35 i el nombre mitjà de persones que vivien en cada família era de 2,83.
Per edats la població es repartia de la següent manera: un 21,1% tenia menys de 18 anys, un 9,2% entre 18 i 24, un 27,9% entre 25 i 44, un 23,9% de 45 a 60 i un 17,8% 65 anys o més.
L'edat mediana era de 39 anys. Per cada 100 dones de 18 o més anys hi havia 79,4 homes.
La renda mediana per habitatge era de 24.886 $ i la renda mediana per família de 27.313 $. Els homes tenien una renda mediana de 22.353 $ mentre que les dones 18.333 $. La renda per capita de la població era d'11.915 $. Entorn del 12% de les famílies i el 21,6% de la població estaven per davall del llindar de pobresa.

## Poblacions més properes
El següent diagrama mostra les poblacions més properes.